# قائمة الهيئات المستقلة في العراق
تحتوي هذه المقالة على قائمة الهيئات المستقلة في العراق، هي هيئات وطنية تتمتع باستقلالية عضوية ووظيفية سواء عن السلطة التنفيذية أو التشريعية بناءاً على الغرض والأهداف المطلوب إنجازها من قبل هذه الهيئات بموجب الدستور والقانون العراقي، لكنها قد تخضع للرقابة القضائية.

## الحالية
| #  | الهيئة                                        | شعار | تاريخ التأسيس | الموقع الإلكتروني                                                              | م |
| -- | --------------------------------------------- | ---- | ------------- | ------------------------------------------------------------------------------ | - |
| 1  | المفوضية العليا لحقوق الإنسان                 |      | 2015          | http://ihchr.iq/                                                               |   |
| 2  | المفوضية العليا المستقلة للانتخابات في العراق |      | 2007          | https://ihec.iq/                                                               |   |
| 3  | هيئة النزاهة الاتحادية                        |      | 2008          | https://nazaha.iq                                                              |   |
| 4  | ديوان الرقابة المالية الإتحادي (العراق)       |      | 2005          | https://www.fbsa.gov.iq                                                        |   |
| 5  | البنك المركزي العراقي                         |      | 1947          | https://www.cbi.iq/                                                            |   |
| 6  | هيئة الإعلام والاتصالات العراقية              |      | 2004          | https://www.cmc.iq/                                                            |   |
| 7  | ديوان الوقف السني                             |      | 2003          | http://sunniaffairs.gov.iq/ar/ نسخة محفوظة 18 مارس 2020 على موقع واي باك مشين. |   |
| 8  | ديوان الوقف الشيعي في العراق                  |      | 2003          | http://www.al-awqaf.net/first.htm                                              |   |
| 9  | مؤسسة الشهداء                                 |      | 2005          | https://alshuhadaa.gov.iq                                                      |   |
| 10 | الهيئة الوطنية العليا للمساءلة والعدالة       |      | 2005          |                                                                                |   |
| 11 | المحكمة الاتحادية العليا                      |      | 2005          | https://www.iraqfsc.iq                                                         |   |

## أنظر ايضاً
- قائمة وزارات العراق